# Bovenau
Bovenau é um pequeno município da Alemanha, situado no distrito de Rendsburg-Eckernförde, no Estado de Schleswig-Holstein.
Bovenau tem 1.098 habitantes (2006) e dista 10 km a este de Rendsburg.

## Edifícios
Vale a pena ver a Igreja de Maria Madalena e a eclusa do antigo Eider-Kanal em Kluvensiek.

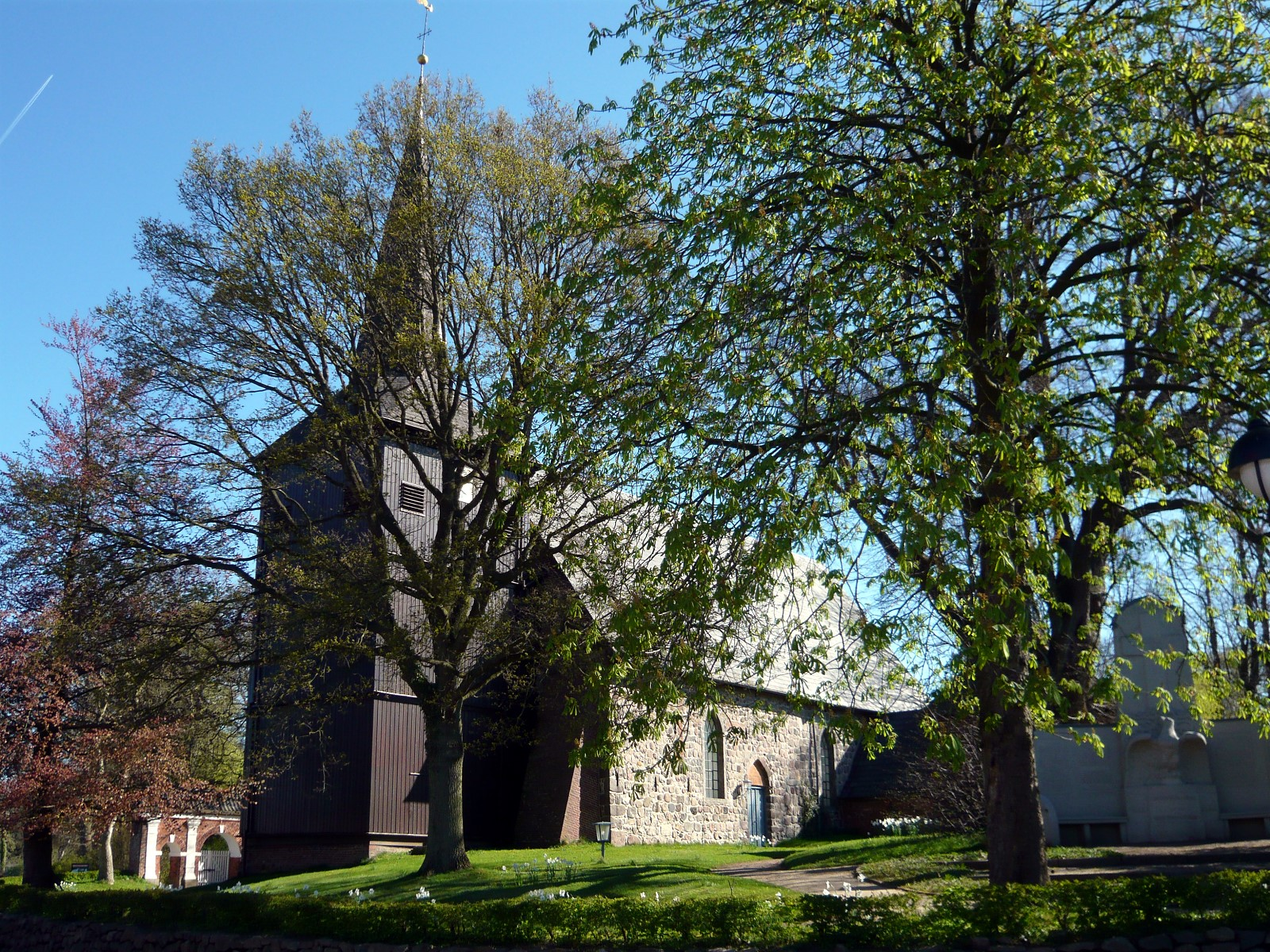
Igreja de Maria Madalena em Bovenau
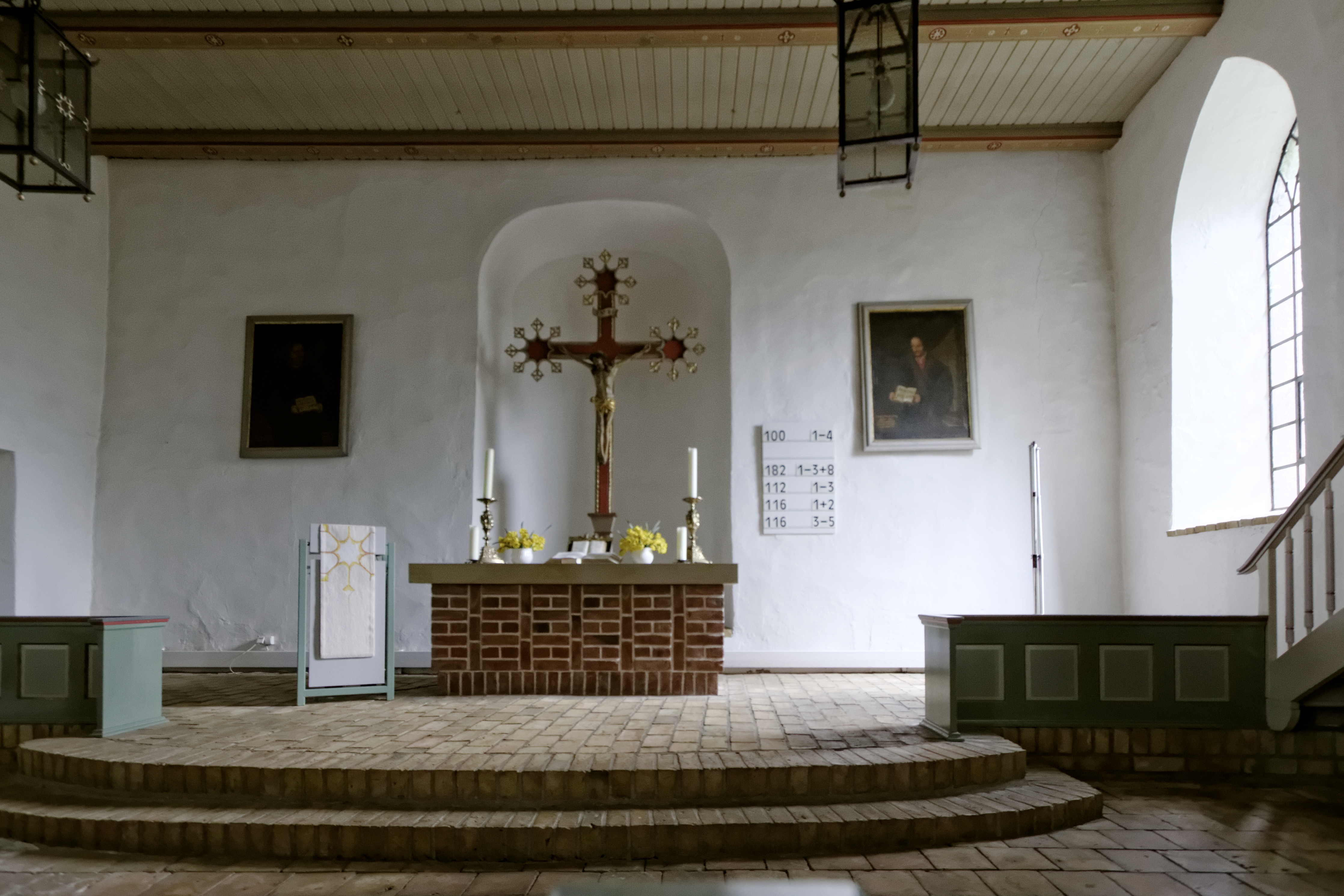
Igreja, interior
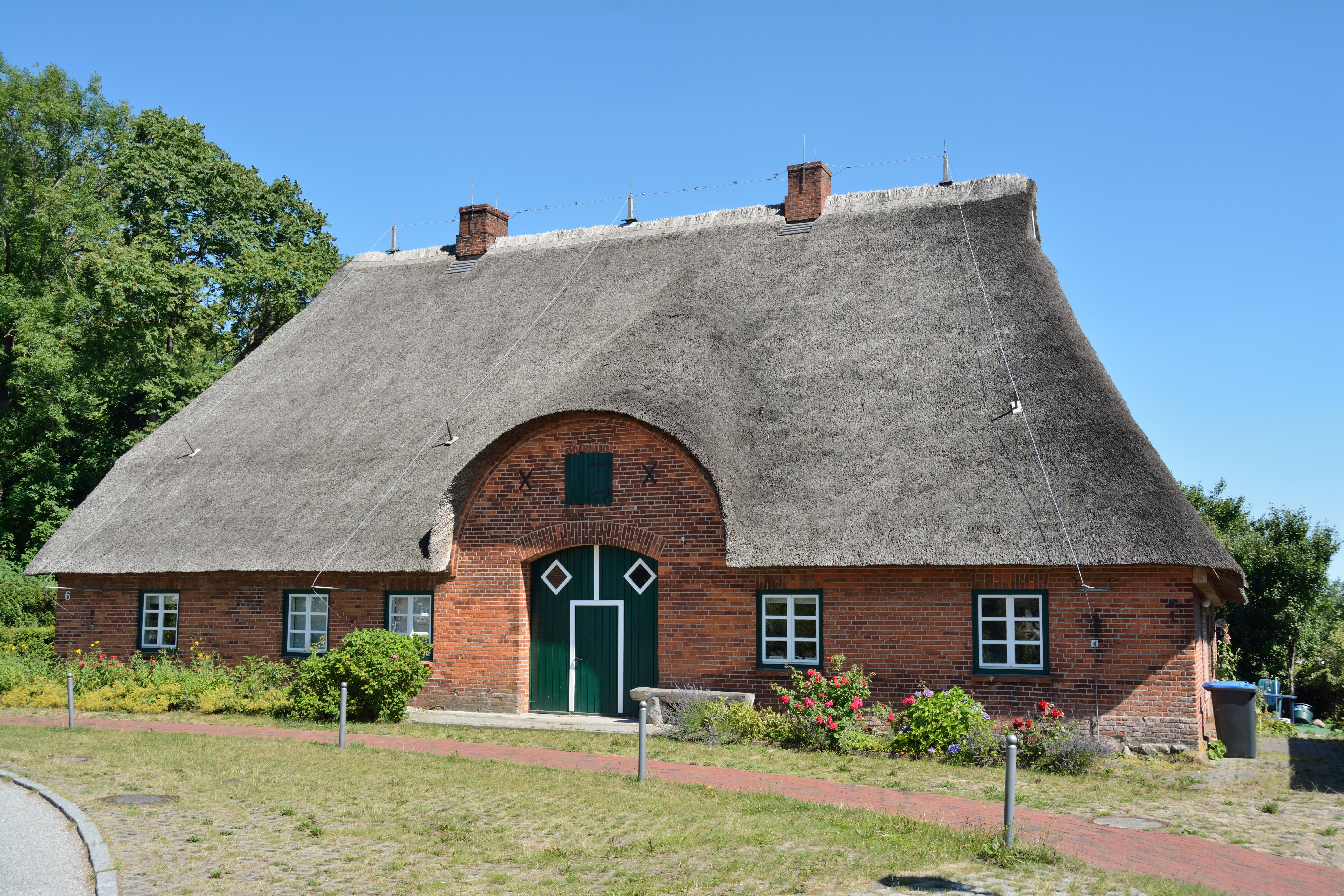
Perto da igreja, velha escola
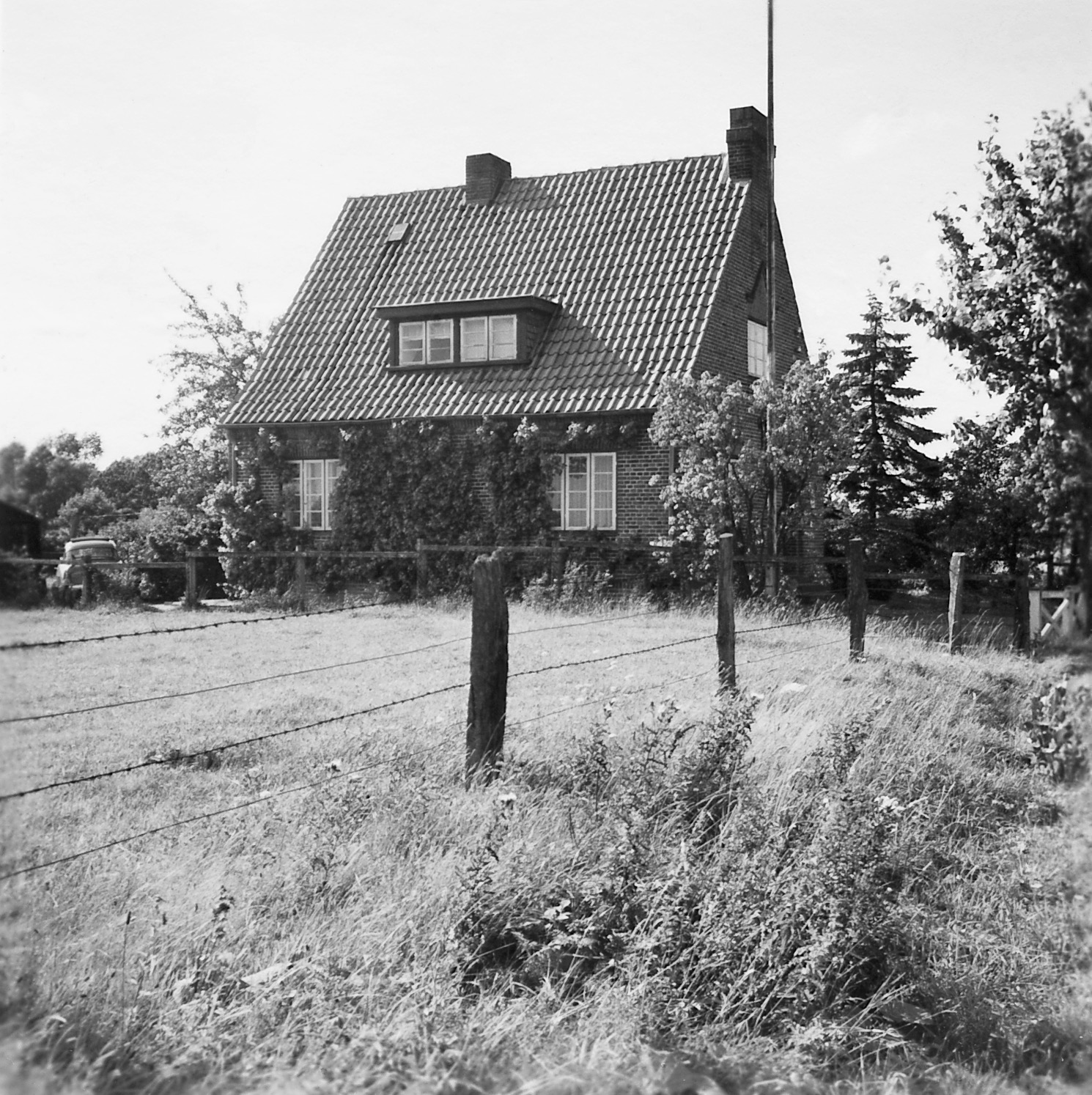
Local de nascimento de Ingo Kühl, antiga delegacia de polícia de Bovenau, 1957
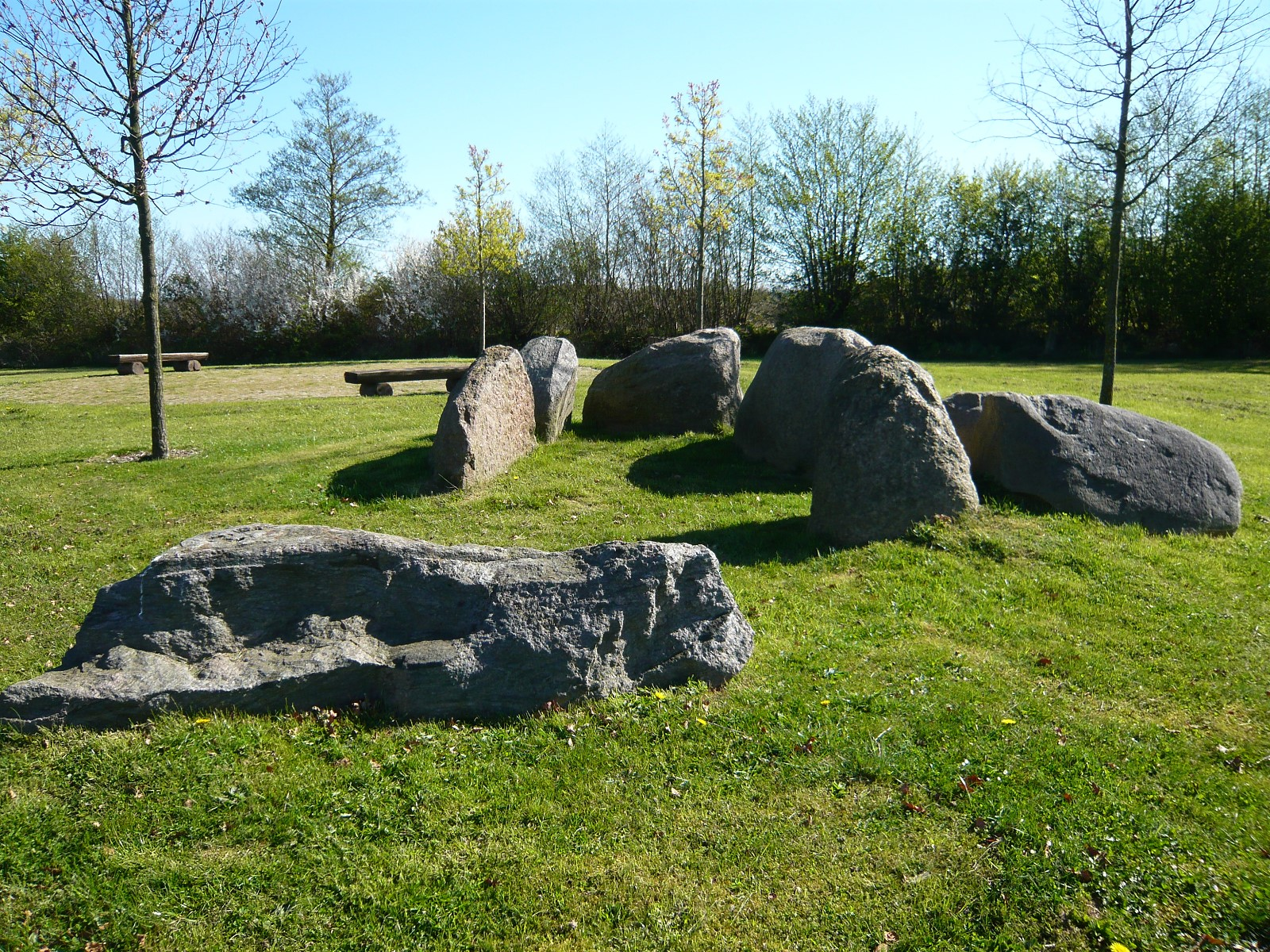
Tumba megalítica reconstruída
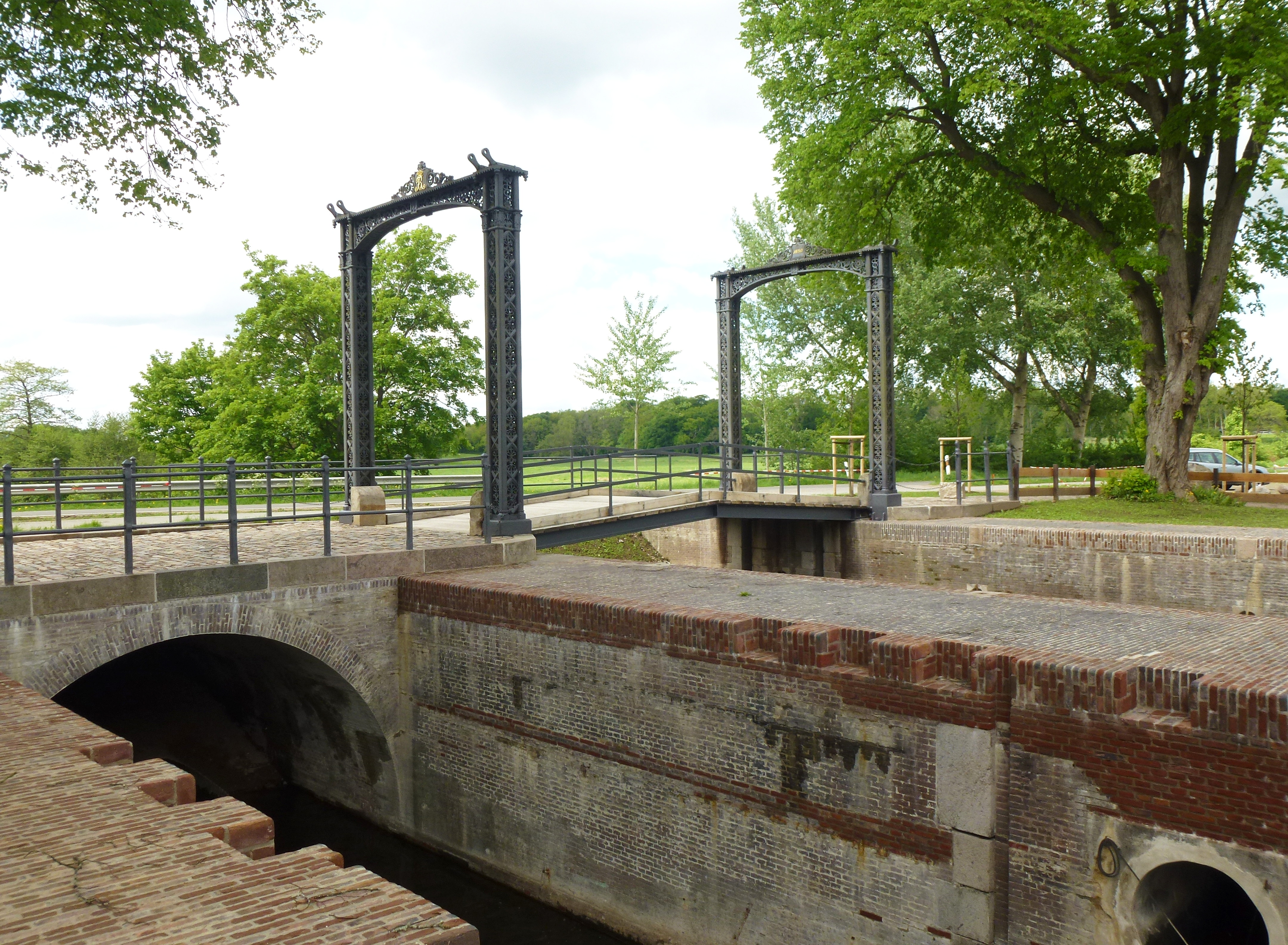
Kluvensiek, eclusa do antigo Canal Eider
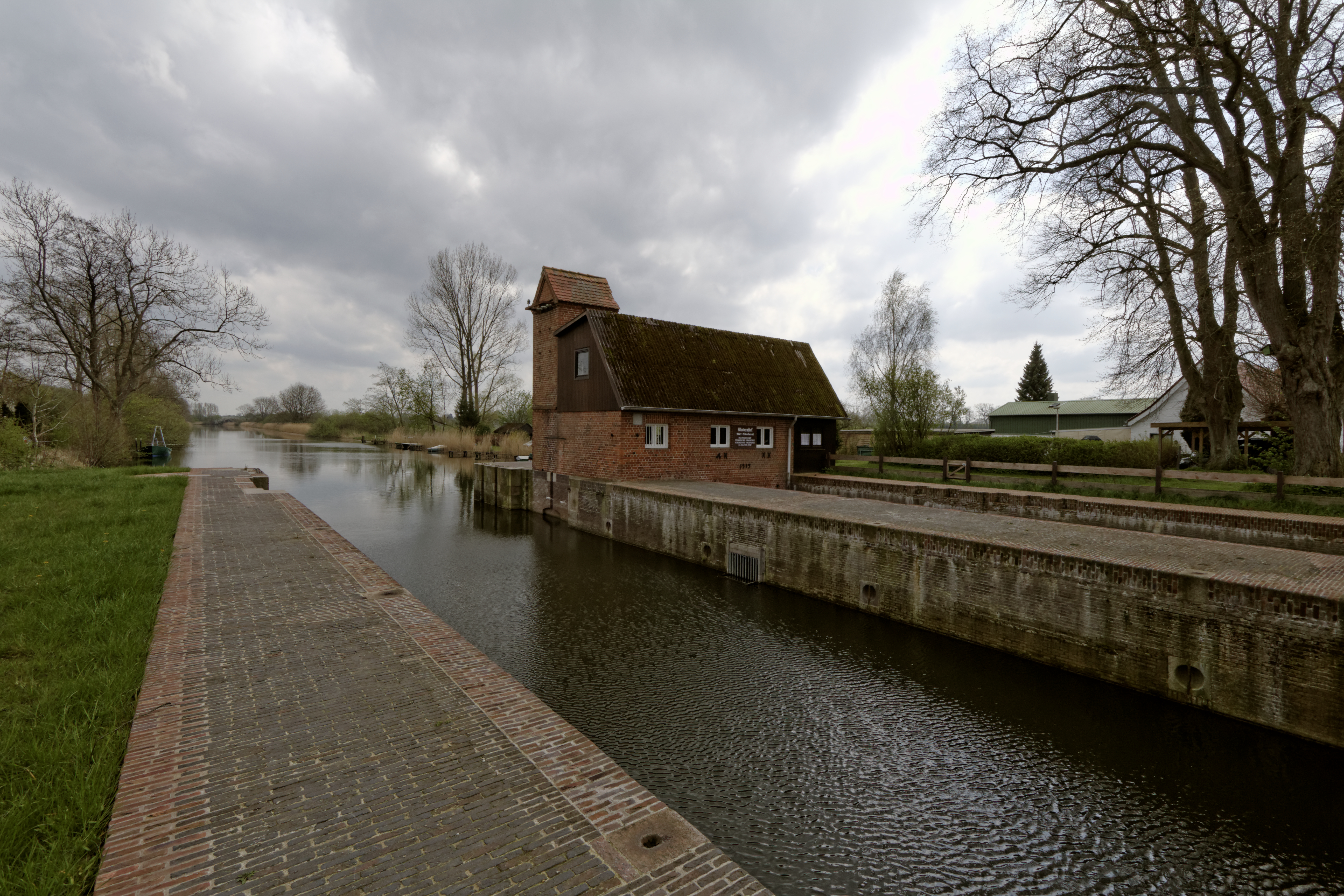
Kluvensiek, esclusa
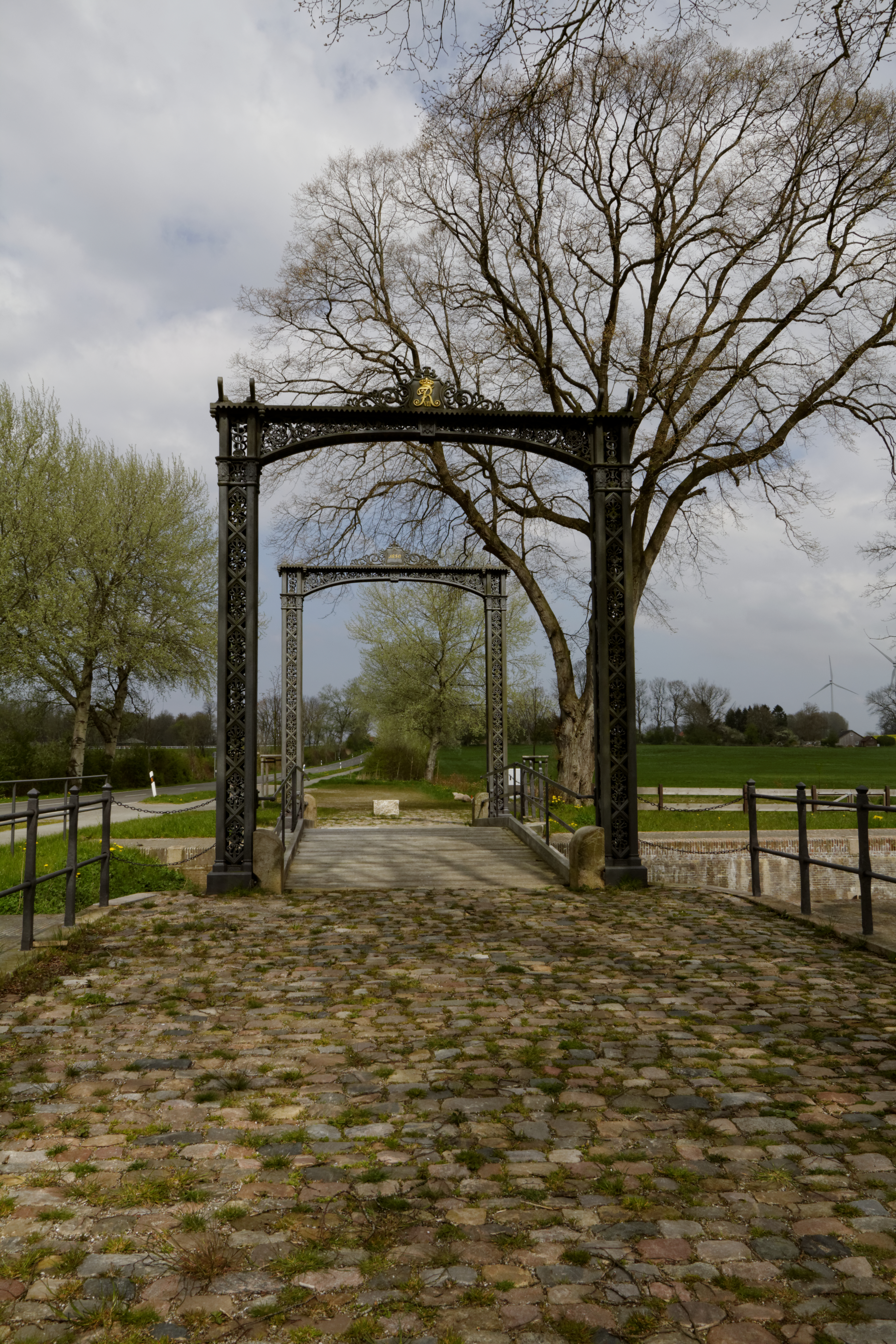
Kluvensiek, fechadura, portões de ferro da antiga ponte basculante
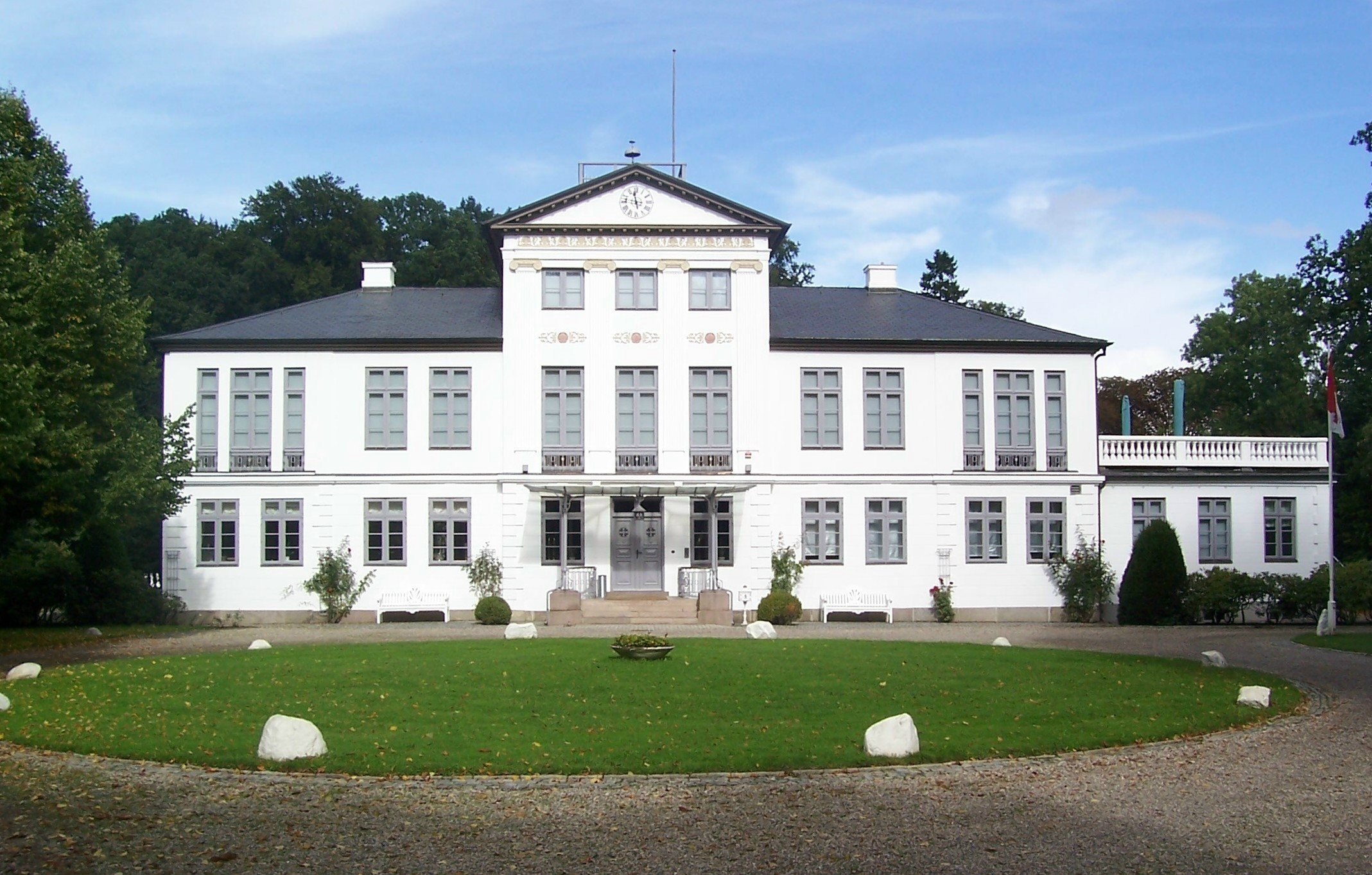
Mansão Kluvensiek
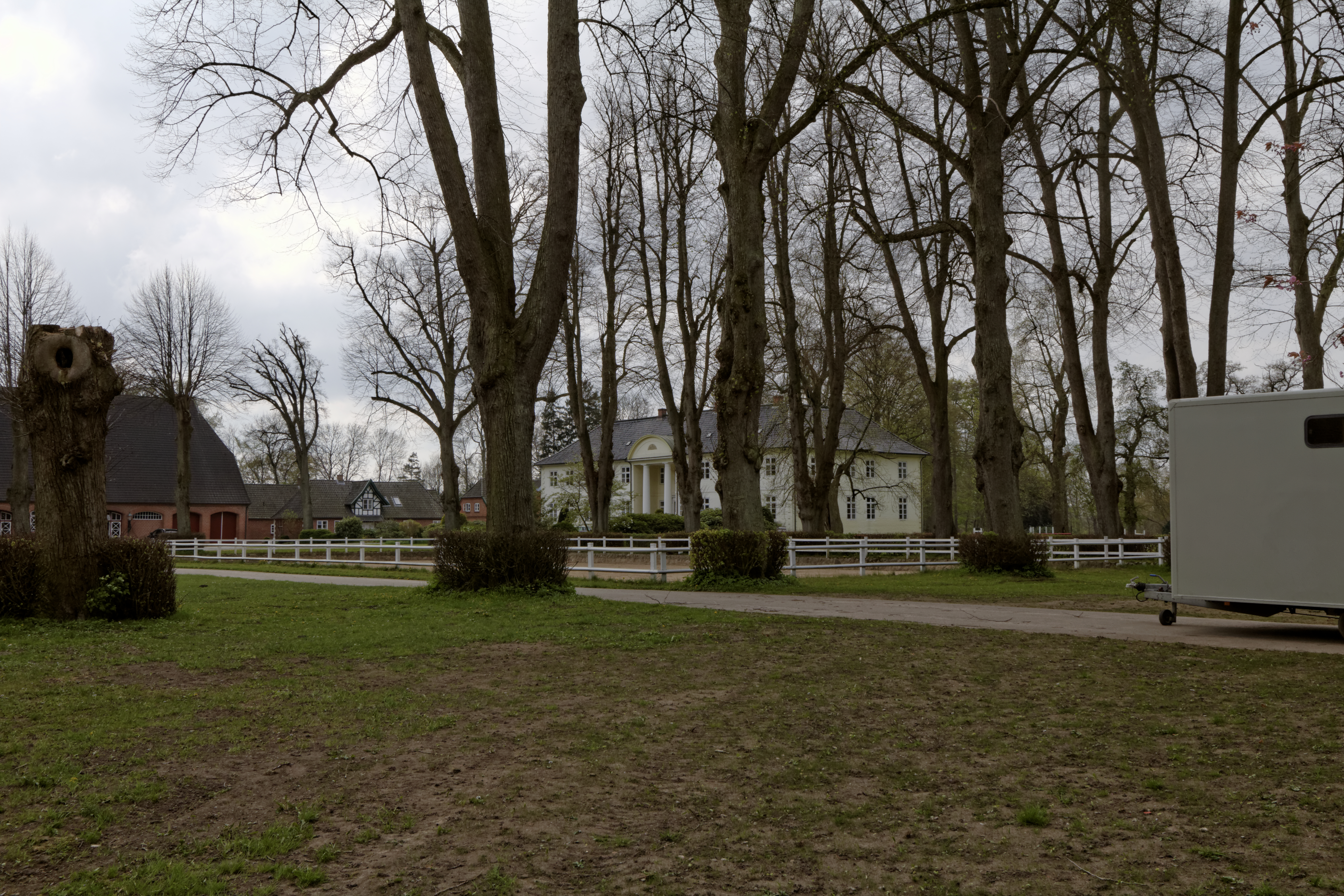
Mansão Osterrade

## Sítio institucional
- Página da municipalidade